# Партия прогресса (Норвегия)
Партия прогресса (норв. Fremskrittspartiet, нюнорск Framstegspartiet), сокращённо FrP — норвежская политическая партия, представляющая в политическом спектре Норвегии новых правых, с использованием идей англосаксонских новых правых в экономике и идей континентальных новых правых в политике. Основана в 1973 году под руководством Андерса Ланге, в качестве оппозиции политике правящей Норвежской рабочей партии. Молодёжная организация — Молодёжь Партии прогресса (Fremskrittspartiets Ungdom, FpU).

## История
Будущая Партия прогресса была основана Андерсом Ланге 8 апреля 1973 года, первоначально под названием «Партия Андерса Ланге за значительное снижение налогов, расходов и государственного вмешательства» (норв. Anders Langes Parti til sterk nedsettelse av skatter, avgifter og offentlige inngrep), более известная как просто «Партия Андерса Ланге» (норв. Anders Langes Parti, ALP). В то время она являлась в большей степени протестным движением против политики правящей Норвежской рабочей партии, нежели политической партией. На первых же своих выборах в Стортинг 1973 года, Партия прогресса получила 5 % голосов и 4 места в парламенте из 155.
После смерти Андерса Ланге в 1974 году и последовавшего за этим резкого падения популярности, в результате которого на выборах 1977 года партия набрала всего 1,9 % голосов и не получила ни одного места в Стортинге, руководство партией взял на себя Карл Ивар Хаген. На выборах 1989 года, Партия прогресса сумела набрать 13 % голосов и получила 22 из 165 мест в парламенте, став третьей партией по числу представителей в нём. Хотя на следующих выборах, в 1993 году, партия сумела набрать всего 6,3 % голосов, получив 10 мест в Стортинге.
В 2006 году Карл Хаген отошёл от руководства, и новой главой Партии прогресса 6 мая того же года была избрана Сив Йенсен.
По результатам парламентских выборов 2005 и 2009 годов, была второй по величине партией в Стортинге, после выборов 2013 года на третьем месте.
Представительство партии в Стортинге выросло на выборах в 2009 году до 41 из 169 мест.
На выборах 2013 года Партия прогресса получила 16,4 % голосов, 29 мест в парламенте и впервые вошла в правительство. Лидер партии Сив Йенсен стала министром финансов, министром нефти стал Торд Лиен.
С 2015 по 2018 год министром иммиграции и интеграции являлась Сильви Листхёуг, популярный норвежский политик, известный своими резкими высказываниями в адрес иммигрантов, член центрального совета партии с 2005 года.
В феврале 2021 года Сив Йенсен объявила об отставке с поста лидера партии, 8 мая новым лидером была избрана Сильви Листхёуг.

## Идеология
Основными приоритетами Партия прогресса считает защиту интересов праворадикального крыла политического спектра, ставя своей целью полное уничтожение существующей модели государственного устройства с заменой её на рыночную экономику неолиберального образца. Они же выступают за резкое уменьшение иммиграции в страну и являются противниками политики мультикультурализма:

Иммиграция не из стран Европейской экономической зоны должна жёстко контролироваться для гарантии успешной интеграции. Неприемлемо, чтобы основные западные ценности и права человека вытеснялись культурами и отношениями, которые определённые группы иммигрантов навязывают Норвегии.

Принципы государственного устройства в соответствии с программой партии должно претерпеть изменения в сторону большей демократизации и индивидуализации, причем власть должна быть децентрализована, а решения приниматься с помощью референдумов, которые должны стать частью конституционного строя. Идеологией партии является либерализм, который не предполагает слишком общих решений, но зато означает более высокий уровень социальной ответственности, поэтому программные положения не сильно расходятся с курсом правящей коалиции: снижение налогов, повышение пенсий по старости. Из особенного можно выделить снижение цен на алкоголь, что может быть связано с желанием подчеркнуть особую позицию и либеральный курс. Индивидуализм сочетается с довольно высоким уровнем организации, предполагающим постоянное взаимодействие членов общества.

## Руководители
- Андерс Ланге (1973—1974)
- Эйвинд Эскбо (1974—1975, временный)
- Арве Лённум (1975—1978)
- Карл Ивар Хаген (1978—2006)
- Сив Йенсен (2006—2021)
- Сильви Листхёуг (с 2021)

## Известные члены партии
- Андерс Беринг Брейвик (1999—2004), исключён за неуплату членских взносов.

## Представительство Партии прогресса в Стортинге
| Год  | % голосов | Мест в Стортинге |
| ---- | --------- | ---------------- |
| 1973 | 5.0       | 4 из 155         |
| 1977 | 1.9       | 0 из 155         |
| 1981 | 4.5       | 4 из 155         |
| 1985 | 3.7       | 2 из 157         |
| 1989 | 13.0      | 22 из 165        |
| 1993 | 6.3       | 10 из 165        |
| 1997 | 15.3      | 25 из 165        |
| 2001 | 14.6      | 26 из 165        |
| 2005 | 22.1      | 38 из 169        |
| 2009 | 22.9      | 41 из 169        |
| 2013 | 16.3      | 29 из 169        |
| 2017 | 15.2      | 27 из 169        |
| 2021 | 11.7      | 21 из 169        |